# 普雷斯伍德 (加利福尼亞州)
普雷斯伍德（英語：Presswood）是位於美國加利福尼亞州門多西諾縣的一個非建制地區。該地的面積和人口皆未知。

## 地理
普雷斯伍德的座標為39°10′06″N 123°12′21″W / 39.16833°N 123.20583°W，而該地的平均海拔高度為189米（即620英尺）。